# Landespolizeiorchester Baden-Württemberg
Das Landespolizeiorchester Baden-Württemberg ist eine Institution der Polizei Baden-Württemberg. Das Polizeiorchester steht unter der Leitung von Stefan R. Halder. Das Orchester hat seinen Standort in Böblingen. Es gehört bis zum 30. April 2010 zur Bereitschaftspolizei und ab dem 1. Mai 2010 zum Polizeipräsidium Stuttgart. Seit 1. Januar 2014 ist das Orchester dem Präsidium Technik, Logistik, Service der Polizei zugeordnet.

## Geschichte
Die Wurzeln des Landespolizeiorchesters Baden-Württemberg reichen bis zum Anfang des vorigen Jahrhunderts. Schon damals gab es in Stuttgart eine Polizeimusikkapelle. Dieses war jedoch nur ein Freizeitmusikkorps. Offiziell kam es erst 1920 zur Gründung der Polizeimusik Stuttgart, die damals von Musikdirektor Carl Bennig geleitet wurde. Dieses Polizeikorps bestand bis 1940, dann erzwang der Zweite Weltkrieg eine Pause. Rund vier Monate nach Kriegsende erhielt der ehemalige Obermusikmeister Walter Kiesow den Auftrag, wieder ein Polizeimusikkorps zu gründen, das sich am 1. Oktober 1945 als erstes Musikkorps im Nachkriegsdeutschland zusammenfand. Zu Beginn des Winters 1945/46 war das Orchester spielfähig und schon bald gab es eine Vielzahl an Veranstaltungen, zu denen das Polizeimusikkorps Stuttgart auftrat.
Nach dem Krieg nannte sich das Orchester Polizeimusikkorps der Stadt Stuttgart und war der kommunalen Schutzpolizei zugeordnet. Ab 1960 gab es dafür eine eigenständige Dienststelle innerhalb der Polizeiorganisation. 1973 wurde die kommunale Polizei, einschließlich des Polizeimusikkorps', in die Verantwortung des Landes übergeführt und der Bereitschaftspolizei unterstellt. Dies führte zur Umbenennung in Polizeimusikkorps Baden-Württemberg. 1976 wurden bereits 112 Veranstaltungen musikalisch betreut. 2010 wurde das Polizeimusikkorps in Landespolizeiorchester Baden-Württemberg umbenannt und wieder dem Polizeipräsidium Stuttgart zugeordnet.

## Ensembles
Die Mitglieder des Polizeimusikkorps Baden-Württemberg sind voll ausgebildete Musiker/-innen mit Studienabschluss.
Das Musikkorps bildet aus den 40 Musikerinnen und Musikern auch Ensembles. Diese spielen bei Bedarf zu offiziellen Anlässen der Landesbehörden. Sie umrahmen musikalisch festliche Veranstaltungen, wie z. B. die Einweihung neuer Dienstgebäude oder den Amtswechsel von Behördenleitern. Auch bei anderen Veranstaltungen, die beispielsweise der polizeilichen Öffentlichkeitsarbeit dienen, werden die Ensembles eingesetzt. In Einzelfällen finden auch eigene Konzerte statt.

## Auflösungsdebatte
Im Jahr 2013 forderte der Rechnungshof Baden-Württemberg die Auflösung es Orchesters. Die Polizei habe keinen Kulturauftrag und brauche daher kein professionelles Orchester. Das Innenministerium lehnte die Auflösung zunächst ab, der Klangkörper des Orchesters wurde aber erheblich verkleinert.

## Diskographie
- Winterträume
- Camelot
- Simi Jadech
- Time for Crime
- Fables and Fantasies
- Music Festiva
- Spirit of Music
- Jazz Inspiration
- A taste for music
- Power Play
- Freude
- Im Wandel der Zeiten
- Music is my World
- Blue Night
- Emotionen
- Exzellente Blasmusik
- Musik a la carte
- Con Fuoco
- Transkriptionen
- Film Ab!